# Pere Berneç
Pere Berneç va ser un orfebre i argenter valencià del segle xiv, l'estil del qual compta amb influències de Siena. Va realitzar diversos segells, vaixelles així com l'espasa de la coronació per a la cort de Pere III el Cerimoniós.

## Obra
Va realitzar els retaules de plata i esmalts per a la capella del Palau Real de Barcelona (1360), i els de les catedrals de València i Mallorca, l'últim en col·laboració amb Pere Perpinyà, tots ells desapareguts. El retaule de l'altar major de la catedral de Girona, en col·laboració amb Ramón Andreu, és responsabilitat seva, juntament amb la realització del bancal i els pinacles (1358). També va executar per a aquesta catedral els esmalts per a una Vera Creu (cap a 1350), la Creu d'esmalts (cap a 1350-1360) i una creu processional d'ús claustral, cap a 1357-1360). També se li atribueix la creu gòtica de la col·legiata de Xàtiva. Des de 1376 va compartir els encàrrecs reials amb el seu deixeble Bertomeu Coscolla.